# Брейдель, Карл
Карел Брейдель (1678—1733) — фламандский живописец.

## Биография
Родился в Антверпене в 1678 году. О его жизни известно не очень много, хотя имеется довольно обширная биография, написанная в XVIII веке французским историком искусства Жаном-Баптистом Деканом, которого исследователи считают склонным к изобретению историй, чтобы сделать свои работы более интересными.
Карел Брейдель учился в течение трёх лет у Питера Рийсбрека (англ.), а затем — у Петера Икенса. Затем он в течение двух лет работал в Касселе со своим младшим братом, придворным живописцем Франсом Брейделем, после чего в 1703 году вернулся в Амстердам и с 1704 года состоял в Гильдии Святого Луки. Известно, что в 1723 году он был в Брюсселе, в 1726 — в Генте.
Ныне считается, что он умер в Антверпене в 1733 году, хотя Декаy утверждает, что он умер в Генте в 1744 году.
Картины Брейделя находятся в ряде ведущих европейских музеев. Карл Брейдель имел значительный успех за его батальные сцены, написанные в элегантном стиле, передающие направление и импульс действий; одна из таких картин, «Кавалерийская стычка», была в коллекции В. А. Щавинского.

## Галерея

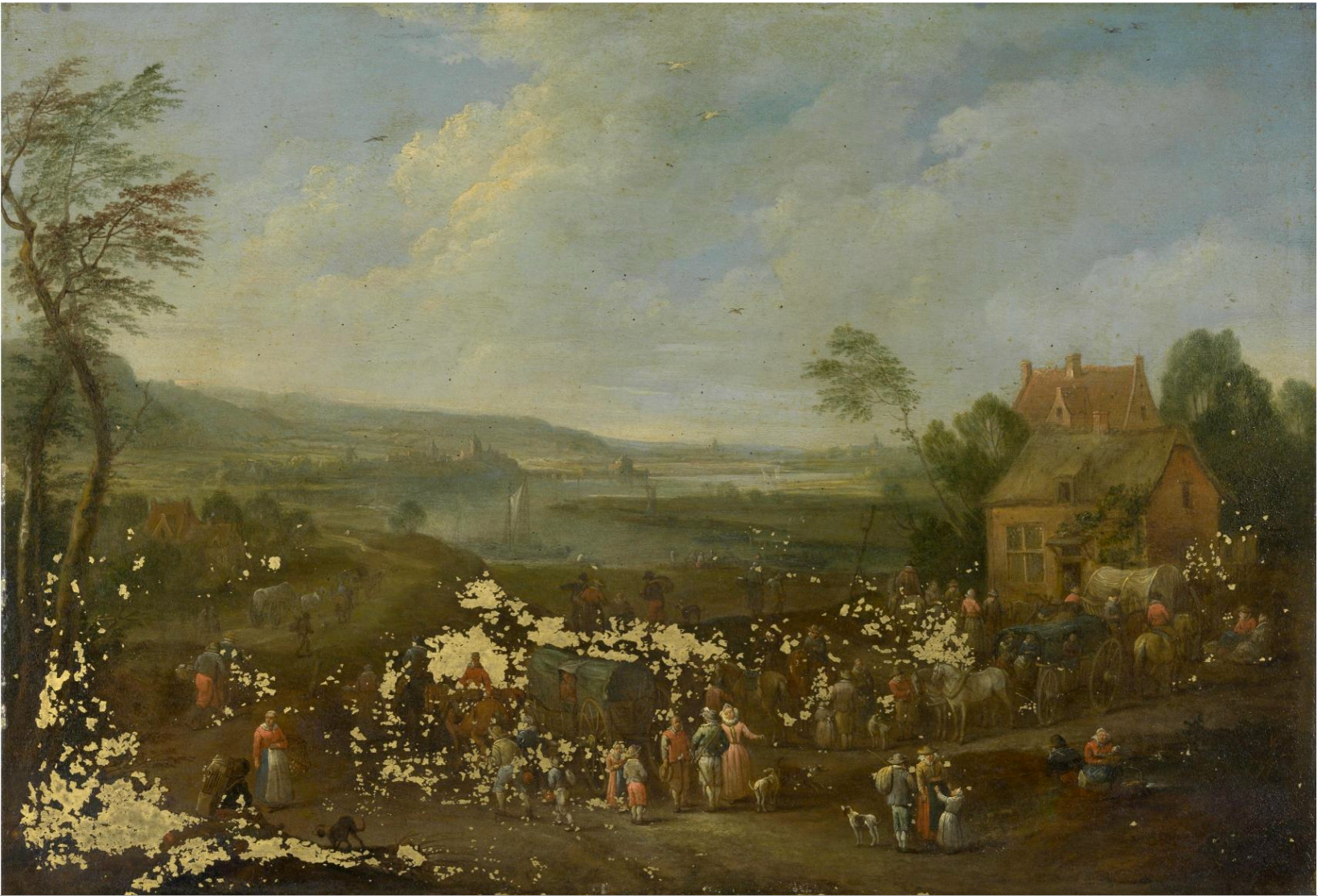
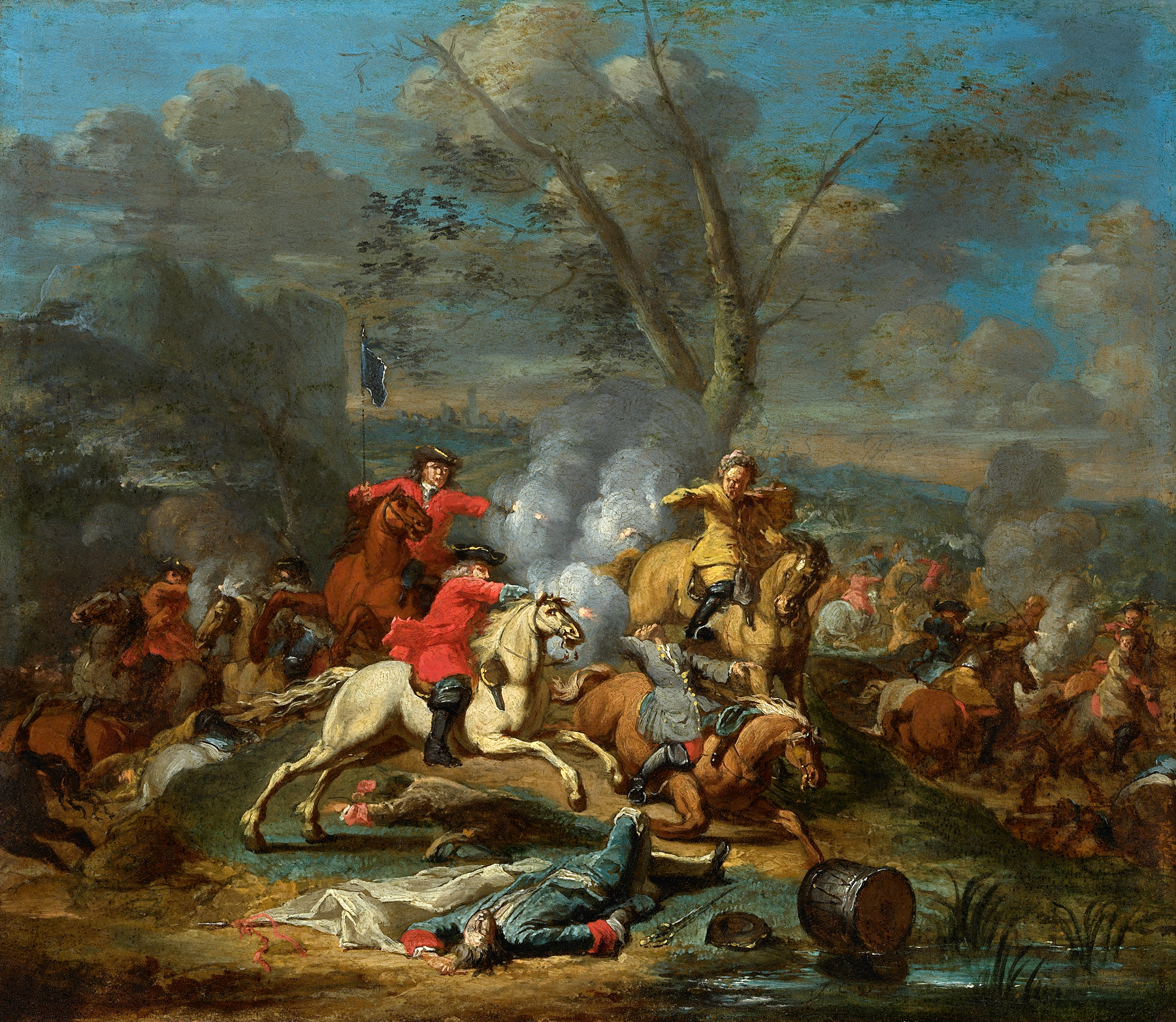